# GBP510
GBP510 je kandidát na vakcínu proti nemoci COVID-19 vyvinutý společnostmi SK Bioscience a GSK. Vakcína byla vyvinute ve spolupráci s Institutem pro proteinový design Washingtonské univerzity.
Jihokorejské ministerstvo pro bezpečnost potravin a léčiv zahájilo v srpnu 2021 klinickou studii fáze III, do které se zapojilo odhadem 3990 účastníků.